# Kattenoognevel
De Kattenoognevel (NGC 6543) is een planetaire nevel die zich in het sterrenbeeld Draak bevindt. Planetaire nevels ontstaan als oudere, lichte sterren op het einde van hun leven materie van hun buitenzijde wegblazen.
De gelaagdheid van de nevels van de Kattenoognevel zou erop kunnen wijzen dat het uitstoten van die materie onregelmatig is gebeurd, met tijdsintervallen van 1500 jaar. Deze uitstoot zou 1000 jaar geleden definitief gestopt zijn. Waardoor de uitstoot eerst periodiek was en daarna gestopt is, is niet bekend.
De centrale ster die de nevel heeft veroorzaakt is nog in het midden van de nevel als een witte punt te zien. Het is nu een witte dwerg.
Het Chandra röntgenobservatorium mat onverwacht veel röntgenstraling die door de centrale ster uitgezonden wordt, hetgeen een temperatuur van miljoenen graden veronderstelt, terwijl de ster in werkelijkheid slechts 60.000 graden warm is. De gemeten temperatuur van de gaswolken was veel lager dan verwacht (alhoewel nog miljoenen graden).
- De locatie van NGC 6543 is vrij gemakkelijk te vinden. Deze planetaire nevel staat op slechts enkele boogminuten van de Noordelijke Ecliptische Pool. Het extragalactische stelsel NGC 6552 staat echter nog dichter.
- Het helderste gedeelte van de veel grotere en veel lichtzwakkere omhullende halo was in 1900 ontdekt door de Amerikaanse astronoom Edward Emerson Barnard, en werd in de Indexcatalogus opgenomen als object nummer 4677 (IC 4677)[1]